# Mihail Melniciuc
Mihail Melniciuc (în ucraineană Михайло Мельничук, transliterat: Mîhailo Melnîciuk; n. 4 august 1948, raionul Briceni, RSS Moldovenească, URSS – d. 25 octombrie 2009) a fost un politician ucrainean, deputat în Rada Supremă în legislaturile „4” și „5” din partea Partidului Socialist.
S-a născut într-o familie de ucraineni din satul Grimești, RSS Moldovenească (actualmente raionul Briceni, Republica Moldova).